# Гай, Па Мамаду
Па Мамаду Гай (англ. Pa Mamadou Gai; род. 10 октября 1977) — гамбийский легкоатлет, выступавший в беге на короткие дистанции и прыжках в длину. Участник летних Олимпийских игр 1996 и 2000 годов, бронзовый призёр чемпионата Африки 1996 года.

## Биография
Па Мамаду Гай родился 10 октября 1977 года.
В 1994 году на юниорском чемпионате мира по лёгкой атлетике в Лиссабоне не преодолел квалификацию в прыжках в длину, показав результат 6,78 метра.
В 1996 году завоевал бронзовую медаль чемпионата Африки в Яунде в прыжках в длину, показав результат 7,64 метра.
В том же году вошёл в состав сборной Гамбии на летних Олимпийских играх в Атланте. В беге на 100 метров занял в забеге 1/8 финала 8-е место, показав результат 10,72 секунды и уступив 0,39 секунды попавшему в четвертьфинал с 3-го места Марку Блюме из Германии. В эстафете 4х100 метров команда Гамбии, за которую также выступали Момоду Сарр, Давда Джаллоу и Шерно Сов, заняла в забеге 1/8 финала последнее, 6-е место, показав результат 41,80 и уступив 2,37 секунды попавшей в четвертьфинал с 3-го места сборной Кот-дʼИвуара.
В 1997 году участвовал в чемпионате мира в помещении в Париже. В прыжках в длину не преодолел квалификацию, показав результат 7,16 метра.
В 2000 году вошёл в состав сборной Гамбии на летних Олимпийских играх в Сиднее. В беге на 100 метров занял в забеге 1/8 финала 8-е место с результатом 11,03, уступив 0,62 секунды попавшему в четвертьфинал с 4-го места Мартину Лахковичу из Австрии.

## Личный рекорд
- Бег на 100 метров — 10,66 (1999)[6]